# Slaget vid Uchumayo
Slaget vid Uchumayo ägde rum i början av februari 1836 i utkanten av Arequipa. Före slaget vid Socabaya var det den viktigaste konfrontationen i serien av skärmytslingar, som konfederationsstyrkorna Chile-Bolivia, ledda av Andrés de Santa Cruz, hade med Felipe Santiago Salaverrys restaureringsstyrkor som stred för att bevara ett oberoende Peru.

## Bakgrund
Efter att ha hastigt övergett Arequipa inför invånarnas fientlighet och Santa Cruz’ frammarsch, drog sig Salaverry tillbaka till närheten av staden Uchumayo, där han vid ena ändan av bron lät bygga en serie bröstvärn och skyttegravar, i vilka han placerade två artilleripjäser skyddade av en betydande infanteristyrka.

## Slaget

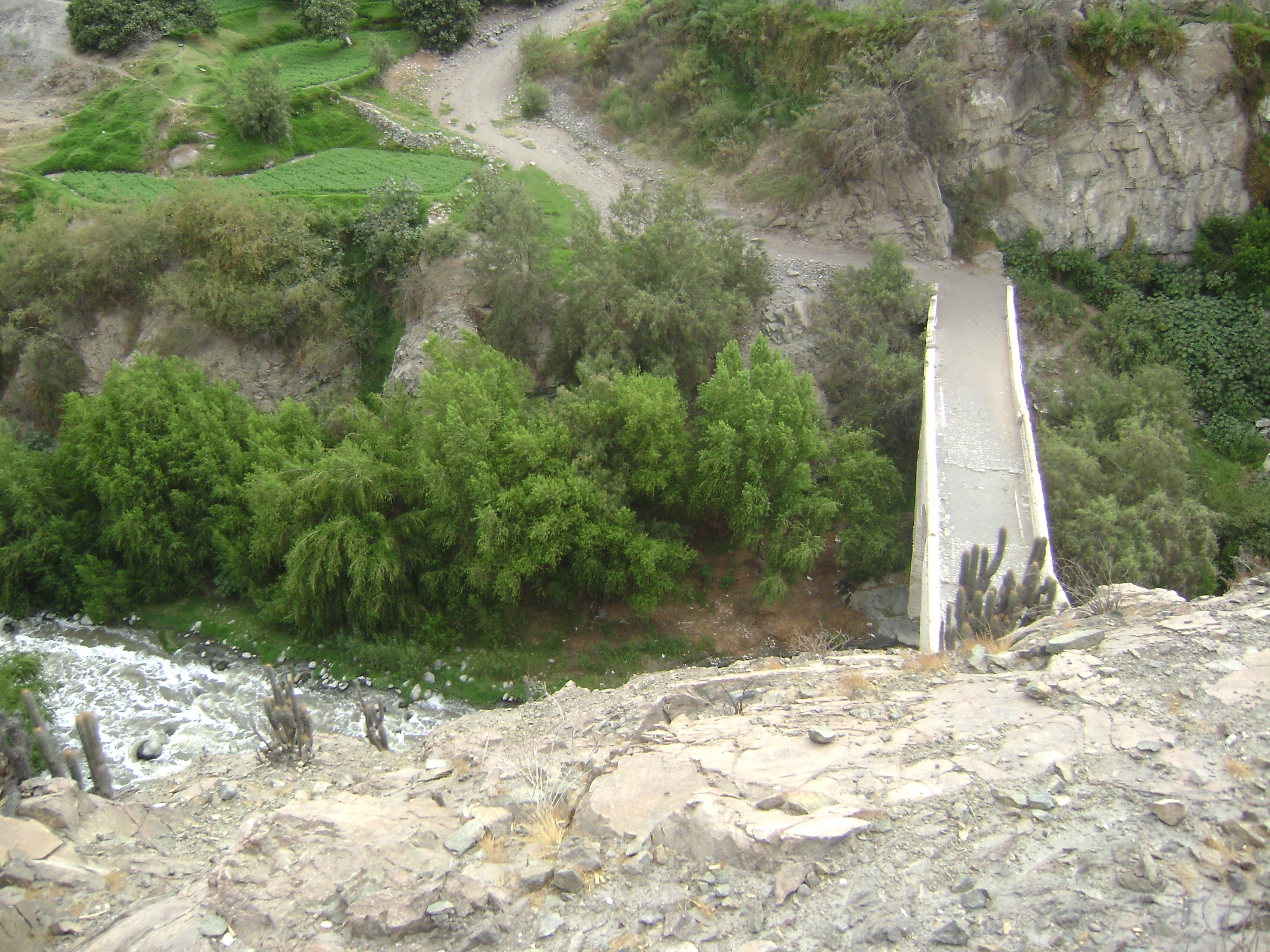
Vy över Uchumayobron, sedd från Cerro Salaverry.

Efter en serie mindre sammanstötningar rörde sig den förenade armén mot Uchumayo. En förtrupp, under befäl av general José Ballivián, ryckte fram för att inta fiendens positioner. De bolivianska soldaterna lyckades nå skyttegravarna, men på grund av avsaknad av förstärkningar och det hårda motståndet tvingades Ballivián att dra sig tillbaka inte utan stora förluster. Trots att de blivit sårade fortsatte de attacken även om de var i en ofördelaktig situation. När Santa Cruz anlände med resten av armén, ville han säkra hedern för sitt bolivianska avantgarde, och skickade därför en kolonn av jägare och 1:a linjens bataljon, senare avlösta av 6:e linjen, som fortsatte attacken till natten och återupptog striden nästa dag, dock utan att kunna inta skyttegravarna.
Under tiden, klockan 5 på eftermiddagen, hade general Anglades division, bildad av den peruanska Zepita-bataljonen och den bolivianska 2:a linjen plus en kavalleriskvadron, fått order av Santa Cruz att korsa floden över träbron och attackera Salaverry bakifrån. Men nattens mörker och dålig kunskap om terrängen gjorde att Anglade tappade orientering och efter några enstaka skottväxlingar var han tvungen att återvända över bron tidigt på morgonen den 5:e, utan att ha slutfört sitt uppdrag och efter att ha förlorat några män, döda eller tillfångatagna. Efter 22 timmars eldgivning och med avsikt att få bort Salaverry från hans förskansningar, gick Santa Cruz till reträtt. Den 6 februari samlade han sin armé nära gravmonumentet La Apacheta.

## Konsekvenser
Santa Cruz avantgarde, som bestod av skyddsbataljonen, hade fått 63 soldater dödade och 89 skadade, en officer död, 1:e löjtnanten Justo Pastor Calderón och elva skadade, bland vilka befann sig general Ballivína själv, samt en överste, en befälhavare, tre sergeanter major, en kapten, två 1:e löjtnanter och två underlöjtnanter. Den peruanske generalen Blas Cerdeña skadades också allvarligt av en kula i munnen.
Totalt sett uppgick förlusterna i striderna den fjärde dagen till 315 döda och 284 fångar.
Även om det inte finns några uppgifter om förlusterna i restaureringsarmén, med tanke på att den kämpade bakom skydd, medan fienden ryckte fram i det fria, antas det att dessa varit betydligt lägre.
Under de tidiga timmarna nästa dag presenterade sig den bolivianske överstelöjtnant Sagarnaga i Salaverry-lägret, med ett dokument undertecknat av general Brown som begärde att i namn av Santa Cruz, kriget skulle regleras. Salaverry accepterade och släppte fria överstelöjtnant Guiliarte och major Angulo som dagen innan hade tagits som krigsfångar.
Men tre dagar senare skulle den unge peruanske ledaren bli fullständigt besegrad i slaget vid Socabaya. Efter att ha kapitulerat som fånge, och lovad att bli skonad till livet, enligt ett förslag från general Guillermo Miller, blev han ändå tillsammans med sin officersstab arkebuserad av Santa Cruz.